# Shadow DN12
La Shadow DN12 fu una vettura di Formula 1 progettata da Vic Morris e Chuck Graeminger con telaio in monoscocca d'alluminio e spinta dal tradizionale propulsore Ford Cosworth DFV. La DN12 venne utilizzata nel corso della stagione 1980.

## La stagione
La DN12 fece il suo debutto in gara nel Gran Premio del Belgio, in sostituzione alla deludente DN11. Nel corso della stagione venne iscritta in 3 gran premi inizialmente affidata al solo Geoff Lees, ma non riuscì mai a prendere parte ad una gara regolare. Nell'aprile 1980, poco prima del Gran Premio del Belgio, la squadra è stata venduta all'imprenditore Teddy Yip ed è stata ribattezzata Theodore Shadow. L'anno successivo Yip iscrisse la Theodore Racing al campionato mondiale costruendo le sue vetture.
Al Gran Premio di Spagna, ritenuto non valido per il campionato a causa della guerra FISA-FOCA, entrambi i piloti gareggiarono con due DN12 e si qualificarono Lees ventunesimo e Kennedy ventitreesimo, rispettivamente terzultimo e ultimo, e in gara si ritirarono entrambi. Dopo la fallita qualificazione al Gran Premio di Francia la scuderia si ritirò definitivamente dalla Formula 1.
| Anno | Team                        | Motore            | Gomme | Piloti  |  |  |  |  |    |    |    |  |  |  |  |  |  |  | Punti | Pos. |
| ---- | --------------------------- | ----------------- | ----- | ------- |  |  |  |  | -- | -- | -- |  |  |  |  |  |  |  | ----- | ---- |
| 1980 | Shadow Cars Theodore Shadow | Ford Cosworth DFV | G     | Lees    |  |  |  |  | NQ | NQ | NQ |  |  |  |  |  |  |  | 0     | -    |
| 1980 | Shadow Cars Theodore Shadow | Ford Cosworth DFV | G     | Kennedy |  |  |  |  |    |    | NQ |  |  |  |  |  |  |  | 0     | -    |

| Legenda | 1º posto     | 2º posto | 3º posto    | A punti         | Senza punti/Non class.  | Grassetto – Pole position Corsivo – Giro più veloce |
| Legenda | Squalificato | Ritirato | Non partito | Non qualificato | Solo prove/Terzo pilota | Grassetto – Pole position Corsivo – Giro più veloce |